# Demonax polyzonus
Demonax polyzonus là một loài bọ cánh cứng trong họ Cerambycidae.